# Chrysopilus mawambus
Chrysopilus mawambus är en tvåvingeart som beskrevs av Kerr 2010. Chrysopilus mawambus ingår i släktet Chrysopilus och familjen snäppflugor. Inga underarter finns listade i Catalogue of Life.